# روايال أونيون سان جيلواز
رُوَايَال أُونِيُون سَان جِيلْوَاز (بالفرنسية: Royale Union Saint-Gilloise) أو كما يُعرف اختصارًا باسم أونيون سان جيلواز (بالفرنسية: Union SG)، هو نادي كرة قدم بلجيكي محترف يلعب في الدوري البلجيكي الدرجة الأولى. تأسس الفريق بتاريخ 1 نوفمبر 1897 ومقره في سان جلي الواقعة في العاصمة البلجيكية بروكسل. يعد الفرق أحد أفضل الفرق وأكثرهم نجاحًا في بلجيكا قبل الحرب العالمية الثانية، حيث حصل الفريق على الصعيد المحلي على الدوري البلجيكي الممتاز 11 مرة بين عامي 1904 و 1935، وعلى كأس بلجيكا مرتين، وعلى الدوري البلجيكي الدرجة الثانية مرة واحدة، وعلى الدوري البلجيكي الدرجة الثالثة أ مرتين، وعلى الدرجة البلجيكي الدرجة الثالثة ب مرة واحدة، وعلى الصعيد الدلي حصل الفريق على كأس فان دير سترايتن بونتوز 3 مرات.
كان مقر النادي السابق منذ عشرينيات القرن الماضي في ستاد جوزيف مارين في الجوار من بلدية الغابة. يعتبر النادي من أنجح الأندية في تاريخ كرة القدم البلجيكية، لكنه يلعب حاليًا في دوري الدرجة الأولى. ألوان الفريق هي الأزرق والأصفر. ويتمتع الفريق بشعبية تقليدية بين السكان الأصليين الناطقين باللغة الفلمنكية والفرنسية في بروكسل والجامعات الحرة الناطقة بالفرنسية والفلمنكية.

## التاريخ
تأسس النادي عام 1897، وحصل على أول لقب عام 1904، وحصل علي أحد عشر لقبًا من الدوري البلجيكي. لعب الفريق من عام 1933 إلى عام 1935 لعب 60 مباراة متتالية دون هزيمة، مسجلاً رقماً قياسياً لم يكسر في بلجيكا. كان النادي لديه فترة مهيمنة في بعض مسابقات الكأس «الأوروبية» الأولى التي أقيمت في أوائل القرن العشرين قبل ظهور منافسات الاتحاد الأوروبي لكرة القدم المعتمدة رسميًا.
حقق النادي بين عامي 1958 و 1965 فترة قصيرة من النجاح الأوروبي، حيث لعب كأس المعارض الأوروبية، ووصل إلى الدور نصف النهائي في نسخة 1958-60 بعد فوزه في المباراتين على روما. هبط النادي في عام 1963 إلى دوري الدرجة الثانية، انخفض تصنيف النادي في عام 1980 إلى دوري درجة الصعود البلجيكي.
استثمر توني بلوم رئيس فريق برايتون آند هوف ألبيون في الدوري الإنجليزي الممتاز في النادي، وحصل علي أغلبية الأسهم. كان أليكس موزيو رئيس مجلس إدارة يونيون مستثمرًا مشاركًا مع توني بلوم في عام 2018، ويمتلك حصة الأقلية في النادي.

## المشجعون والمنافسات
ينتمي مشجعي يونيون بشكل أساسي في منطقة بروكسل خاصة جنوب العاصمة البلجيكية. تُعرف ألتراسهم باسم Union Bhoys ، ويجلسون في منطقة Tribune Est. لدى Union Bhoys صداقات مع مشجعي نادي لييج وسيركل بروج.
يشترك يونيون في ديربي مدينة بروكسل المعروف باسم «ديربي زوانزي» مع نادي Racing White Daring Molenbeek ‏ ، والذي ينبع من التنافس القديم مع دارينغ مولينبيك، والذي تم تجسيده في مسرحية بروكسل المغلقة Bossemans et Coppenolle. يقال إن الاثنين لديهما علاقة حب وكراهية، حيث واجه صعوبات مالية في العصر الحديث، ونظموا اللقاءات الودية معًا للدعم.
يونيون لديه أيضًا منافسة مع جاره رويال أندرلخت، على الرغم من أن الاثنين قد التقيا مرات أقل في العصر الحديث من RWDM و يونيون. التقيا للمرة الأولى منذ عام 1979 في كأس بلجيكا عام 2018، وفاز يونيون على أندرلخت 0-3 على ملعب كونستانت فاندن ستوك.

## الفريق

### التشكيلة الحالية
آخر تحديث للتشكيلة كان بتاريخ 23 ديسمبر 2020:
| الرقم | الجنسية   | المركز | الاسم                |
| ----- | --------- | ------ | -------------------- |
| 1     | بلجيكا    | حارس   | فيك شامبيري          |
| 4     | النرويج   | مدافع  | ماثياس راسموسن       |
| 5     | الأرجنتين | مدافع  | كيفن ماك اليستير     |
| 6     | بلجيكا    | وسط    | كميل فن دى برا       |
| 9     | كرواتيا   | مهاجم  | فرانيو أيفانوفيتش    |
| 10    | بلجيكا    | وسط    | أنور أيت الحاج       |
| 11    | ألمانيا   | وسط    | هنمك تكلاب           |
| 12    | كندا      | مدافع  | بروميس دود           |
| 13    | الإكوادور | مهاجم  | كيفين رودريفذ        |
| 14    | السويد    | مهاجم  | يوحيم إمبركثتس       |
| 16    | إنجلترا   | مدافع  | كريستيان بورغس       |
| 19    | بلجيكا    | مدافع  | ويليام فرانسوا       |
| 20    | سويسرا    | وسط    | مرك جيجر             |
| 21    | بلجيكا    | وسط    | أليسيو كاسترو-مونتيس |

| الرقم | الجنسية                     | المركز | الاسم             |
| ----- | --------------------------- | ------ | ----------------- |
| 22    | السنغال                     | مدافع  | وسينيو نيانغ      |
| 23    | قالب:مغرب                   | مهاجم  | سفيان بوفال       |
| 24    | بلجيكا                      | مدافع  | شرل فنهوت         |
| 25    | إسرائيل                     | وسط    | عنان خلايلي       |
| 26    | إنجلترا                     | حارس   | روس سايكس         |
| 27    | جمهورية الكونغو الديمقراطية | وسط    | نوا سديقي         |
| 28    | اليابان                     | وسط    | كوكي ماتشيدا      |
| 33    | بلجيكا                      | حارس   | سوليمان برادي     |
| 48    | بلجيكا                      | حارس   | فدا ليسن          |
| 49    | لوكسمبورغ                   | حارس   | أنتوني موريس      |
| 74    | جمهورية الكونغو الديمقراطية | وسط    | دانيال تشيلاندا   |
| 77    | غانا                        | وسط    | مهمد فوسيني       |
| 85    | بلجيكا                      | مهاجم  | أرنو دمني         |
| –     | السنغال                     | وسط    | مامادو تيرنو باري |

### لاعبون معارون
| الجنسية | المركز | الاسم | النادي المعار إليه |
| ------- | ------ | ----- | ------------------ |

| الجنسية | المركز | الاسم | النادي المعار إليه |
| ------- | ------ | ----- | ------------------ |

## الجهاز الفني والإداري
آخر تحديث كان بتاريخ 23 ديسمبر 2020 : 
| الجهاز الفني      | الجهاز الفني | الجهاز الفني  |
| الوظيفة           | الجنسية      | الاسم         |
| ----------------- | ------------ | ------------- |
| المدير الفني      | بلجيكا       | فيليس ماتزو   |
| مساعد المدرب      | بلجيكا       | كاريل جيريرتس |
| مدرب حرَّاس المرمى  | هولندا       | مارتن أرتس    |
| أخصائي علاج طبيعي | بلجيكا       | فريديريك براك |

| الجهاز الإداري  | الجهاز الإداري   | الجهاز الإداري |
| الوظيفة         | الجنسية          | الاسم          |
| --------------- | ---------------- | -------------- |
| المدير الرياضي  | أيرلندا الشمالية | كريس أولوغلين  |
| الرئيس التنفيذي | بلجيكا           | فيليب بورمانس  |

## بطولات وإنجازات الفريق

### محلي
- الدوري البلجيكي الممتاز (11 لقب) :[10] 
1903–04، 1904–05، 1905–06، 1906–07، 1908–09، 1909–10، 1912–13، 1922–23، 1932–33،1933–34،1934–35
- كأس بلجيكا (لقبين) :[11]
1912–13، 1913–14
- الدوري البلجيكي الدرجة الثانية (لقب وحيد) :[12] 
1963–64
- الدوري البلجيكي الدرجة الثالثة أ (لقبين) :[13] 
1975–76، 1983–84
- الدوري البلجيكي الدرجة الثالثة ب (لقب وحيد) :[13] 
2003–04

### دولي
- كأس فان دير سترايتن بونتوز (3 ألقاب) :[14] 
1905،[15] 1906،[16] 1907[17]

## الإدارة
مدير الفريق
 أنيليس مينتين
مدير الملابس
 روك جريليك

### الجهاز الطبي
الأطباء
- كوين بانسارس
- أكسل مارلاير
- غيرت فانديورزين

فيزيوس
- ستيفن فان دن بيرج
- إيفان ديل مولينو

## المدربون
تعاقب 35 مدربًا على تدريب رويال يونيون سان جيلواز من موسم 1905-1906 إلى موسم 2015-2016.
| الترتيب | الاسم                 | المدة     |
| ------- | --------------------- | --------- |
| 1       | جوزيف رومدين ‏         | 1905-1911 |
| 2       | تشارلز غريفيثز        | 1922-1923 |
| 3       | تشارلز غريفيثز (2)    | 1933-1935 |
| 4       | بول غرومو ‏            | 1943-1947 |
| 5       | وليام ايتكين ‏         | 1947-1948 |
| 6       | أندريه فانديفيير      | 1948-1959 |
| 7       | إدموند ديلفور         | 1962-1964 |
| 8       | فرانسوا فاندين ايندي ‏ | 1964-1965 |
| 9       | أندريه ريو ‏           | 1965-1966 |
|         | فيلكس ويك             | xxx-1968  |
| 10      | غوي ثيس               | 1969-1973 |
| 11      | جيورجيس هيلنس         | 1973-1975 |
| 12      | ميشيل دي تمرمان       | 1988-1992 |
| 13      | جان ثيسن (مؤقت)       | 1992      |
| 14      | لازلو فازيكاس         | 1992-1993 |

| الترتيب | الاسم                    | المدة     |
| ------- | ------------------------ | --------- |
| 15      | دانيال ريندرز            | 1993-1995 |
| 16      | كاسيمير جاجيلو           | 1995-1996 |
| 17      | فرناند شميت (مؤقت)       | 1996      |
| 18      | رولاند فان جينديراشتر    | 1996-1997 |
| 19      | فريدي سميتس              | 1997-1999 |
| 20      | جويل كراهاي              | 1999-2003 |
| 21      | جاك أوربين               | 2003-2005 |
| 22      | جو تشوبولا ‏              | 2005-2006 |
| 23      | ألكساندر زرنياتنسكي      | 2006-2007 |
| 24      | بيتر موميرت              | 2007-2008 |
| 25      | جاك أوربين (2)           | 2008-2009 |
| 26      | رولاند فان دن بوش (مؤقت) | 2009      |
| 27      | كارميلو ميسيلي (مؤقت)    | 2009      |
| 28      | روبرتو لاندي ‏            | 2009      |
| 29      | زولتان كوفاكس            | 2009-2010 |

| الترتيب | الاسم                      | المدة     |
| ------- | -------------------------- | --------- |
| 30      | دانتي بروغنو ‏              | 2010-2012 |
| 31      | جيانكارلو اوريولو (مؤقت)   | 2012      |
| 32      | مارك وييتس (مؤقت)          | 2012      |
| 33      | توم دي كوك ‏                | 2012      |
| 34      | لودو ووترز                 | 2012-2013 |
| 35      | توم دي كوك ‏ (2)            | 2013      |
| 36      | جان بيير فاندي فيلدي       | 2013      |
| 37      | جريجوري فانميلكيبيك (مؤقت) | 2013-2014 |
| 38      | جاك أوربين ‏ (3) (مؤقت)     | 2014      |
| 39      | دراين برنيتش ‏              | 2014-2015 |
| 40      | مارك جروجان ‏               | 2015-2018 |
| 41      | لوكا إلسنر                 | 2018-2019 |
| 42      | فيليس ماتزو ‏               | 2020-     |

## لاعبون سابقون
| - نيكل هارالد - روبرت كوبي - بول كورانت - فرانسوا ديمول - بيير جوزيف ديستريبق - هنري ديريكس - اميل هانسي | - جورج حبدين - هنري لوروا - غابي مودنغاي - جوزيف مش - ألفونس سيكس - فيليبيرت سميلينكس - ليونارد روفوس - جاكوس تيغيلس | - جان ماري ترابنيير - جاك فان كايلينبيرجي - باول فان دن بيرغ - فرانسوا فاندين ايندي - تشارلز فاندرستابين - غوستاف فاندرستابين - جوزيف فاندرستابين | - أندريه فانديفيير - لويس فان هيجي - أوسكار فيربيك - جان فيريهين - ماريان سيناكوسكي - باول فيليب - سنحاريب ملكي - إجناسيو كوتشير |

## روابط خارجية
الموقع الرسمي ليونيون سانت جيلواز